# Sint-Martinuskerk (Volkegem)

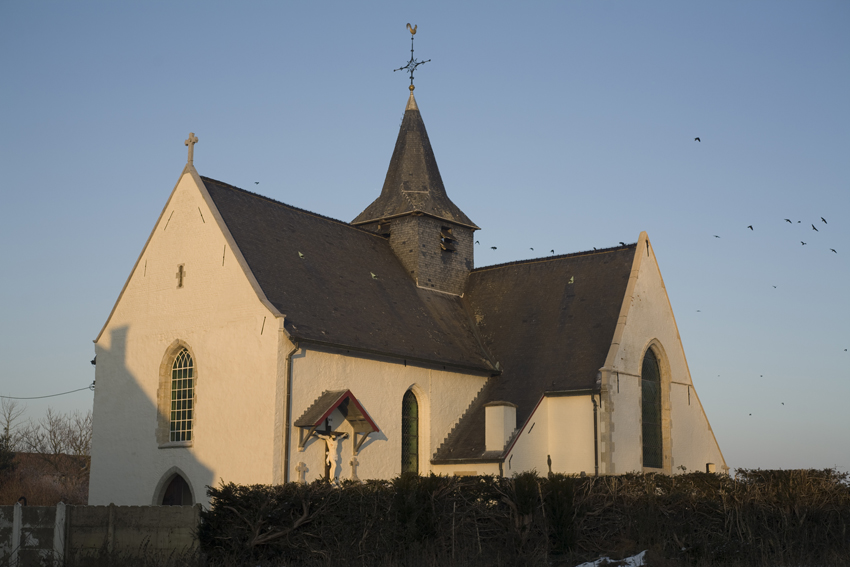
Sint-Martinuskerk

De Sint-Martinuskerk is de parochiekerk van de tot de Oost-Vlaamse gemeente Oudenaarde behorende plaats Volkegem, gelegen aan het De La Kethulleplein.

## Geschiedenis
Al in de 7e eeuw zou er sprake zijn van een kerk, die tevens de moederkerk was van Edelare, Leupegem en Pamele. In 1110 wred de kerk voor het eerst vermeld. Het patronaatsrecht kwam toen in bezit van de Abdij van Ename. Uit deze tijd zou een eenbeukig romaans kerkje stammen, opgetrokken in Doornikse steen. Omstreeks 1500 werd een zuidelijke zijkapel bijgebouwd en ook een klein koor dat mogelijk een romaans koor verving. Verder werden de -oorspronkelijk romaanse- vensters vergroot en een nieuw portaal gebouwd. Omstreeks 1700 werd het dak van een dakruiter voorzien.

## Gebouw
Het kerkje heeft een van oorsprong romaans schip in Doornikse steen en een smaller koor. Haaks op het schip staat een later bijgebouwde zijkapel. Op het dak bevindt zich een vierkante houten dakruiter.

## Interieur
Het stucwerk van het plafond is van 1725. Simon II de Pape vervaardigde het schilderij: Sint-Maarten deelt zijn mantel met een arme uit 1673. Uit de 18e eeuw zijn de schilderijen: Aanbidding der koningen en Sint-Appolonia.
De kerk bezit een, mogelijk in de 17e eeuw vervaardigd, portiekaltaar in barokstijl. De preekstoel is van 1732. R. van Caelenberg vervaardigde in 1906 het houten altaarstuk in neogotische stijl. Het orgel is van 1821-1822 en werd vervaardigd door Jacobus Hubau en diens zoon Francis Hubau. Het doopvont is 17e-eeuws en er is nog een 15e-eeuwse grafsteen van een pastoor Rogier van Brakel die zich in de altaartafel bevond en intussen werd verplaatst tegen de muur.